# Мухамед ел Каим би-Амрилах
Мухамед ел Каим би-Амрилах (893-17. мај 946) био је други фатимидски калиф. Владао је од 934. године до своје смрти. Према исмаилитским веровањима, Мухамед је био дванаести имам.

## Биографија
Мухамед ел Каим би-Амрилах је рођен 893. годије у Саламији у Сирији под именом Абд ар-Рахман. Његов отац Абдулах ел Махди Билах био је исмаилитски вођа који је 909. године преузео власт у Ифрикији прогласивши се калифом и оснивајући Фатимидски калифат. Већ 912. године Мухамед ел Каим је проглашен за наследника. Своме оцу помагао је током његове владавине. Наследио га је 934. године. За време његове владавине фатимидска власт проширена је и на Сицилију. Предузимао је многе походе на Калабрију, Француску и Италију. За време његове владавине подигнут је устанак хариџитског вође Абу Језида. Угушен је 947. године, након ел Каимове смрти. Наследио га је син Исмаил ел Мансур.